# Proceso a Manuel Azaña

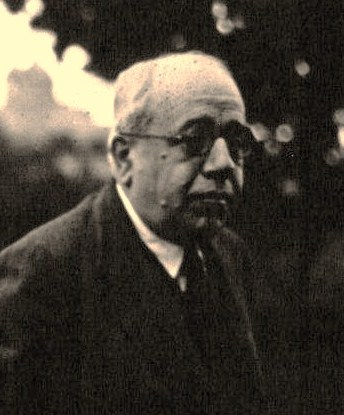
Manuel Azaña en 1932.

El proceso a Manuel Azaña tuvo lugar durante el segundo bienio de la Segunda República Española por la presunta implicación del expresidente del Gobierno republicano y diputado Manuel Azaña en la proclamación del Estado Catalán de 1934, enmarcada en la Revolución de Octubre. Azaña se encontraba en Barcelona cuando el 6 de octubre se produjo la sublevación de la Generalidad de Cataluña presidida por Lluís Companys y fue detenido por la policía tres días después. Permaneció encarcelado durante noventa días hasta que el Tribunal Supremo, el órgano judicial competente por tratarse de un diputado de las Cortes, ordenó su puesta en libertad al no haberse encontrado ninguna prueba en su contra. Entonces se le intentó abrir otro proceso por su presunta intervención en la adquisición de armas destinadas a los revolucionarios de «Octubre». El 20 de marzo de 1935 Azaña pronunció un resonante discurso de tres horas en las Cortes en el que, según Santos Juliá, «sentó en el banquillo de los acusados a quienes le acusaban a él». Según Gabriele Ranzato la consecuencia de todo ello fue que «Azaña, perseguido, se elevaba a figura simbólica de los oprimidos, adquiriendo una popularidad que nunca había tenido hasta entonces».

## Antecedentes
Durante los meses previos a la «Revolución de Octubre» de 1934 Manuel Azaña se abstuvo de denunciar públicamente el propósito de los socialistas de desencadenar la revolución y tampoco polemizó con ellos en defensa de la democracia liberal, aunque en privado les dijo a algunos de sus líderes, como Fernando de los Ríos, que consideraba la iniciativa equivocada y destinada al fracaso. Con motivo de la sentencia del Tribunal de Garantías Constitucionales anulando la Ley de Contratos de Cultivo aprobada por el Parlamento de Cataluña Azaña intervino en las Cortes en apoyo del «pueblo catalán herido en sus íntimos sentimientos de nacionalidad, de tierra y de lengua» y proclamó que Cataluña era «el último bastión que le queda a la República» y que la Generalidad era «el último poder republicano que queda en pie en España». Dirigiéndose al presidente del gobierno, el republicano radical Ricardo Samper, le dijo: «Si la política del gobierno supone... poner a los republicanos de Cataluña y a los republicanos de toda España en opción terrible, yo le digo a su señoría, con toda nuestra responsabilidad..., que nosotros tenemos resuelta la opción y que caerá sobre su señoría y sobre quien le acompañe en esa obra toda la responsabilidad de la inmensa desdicha que se avecina para España».

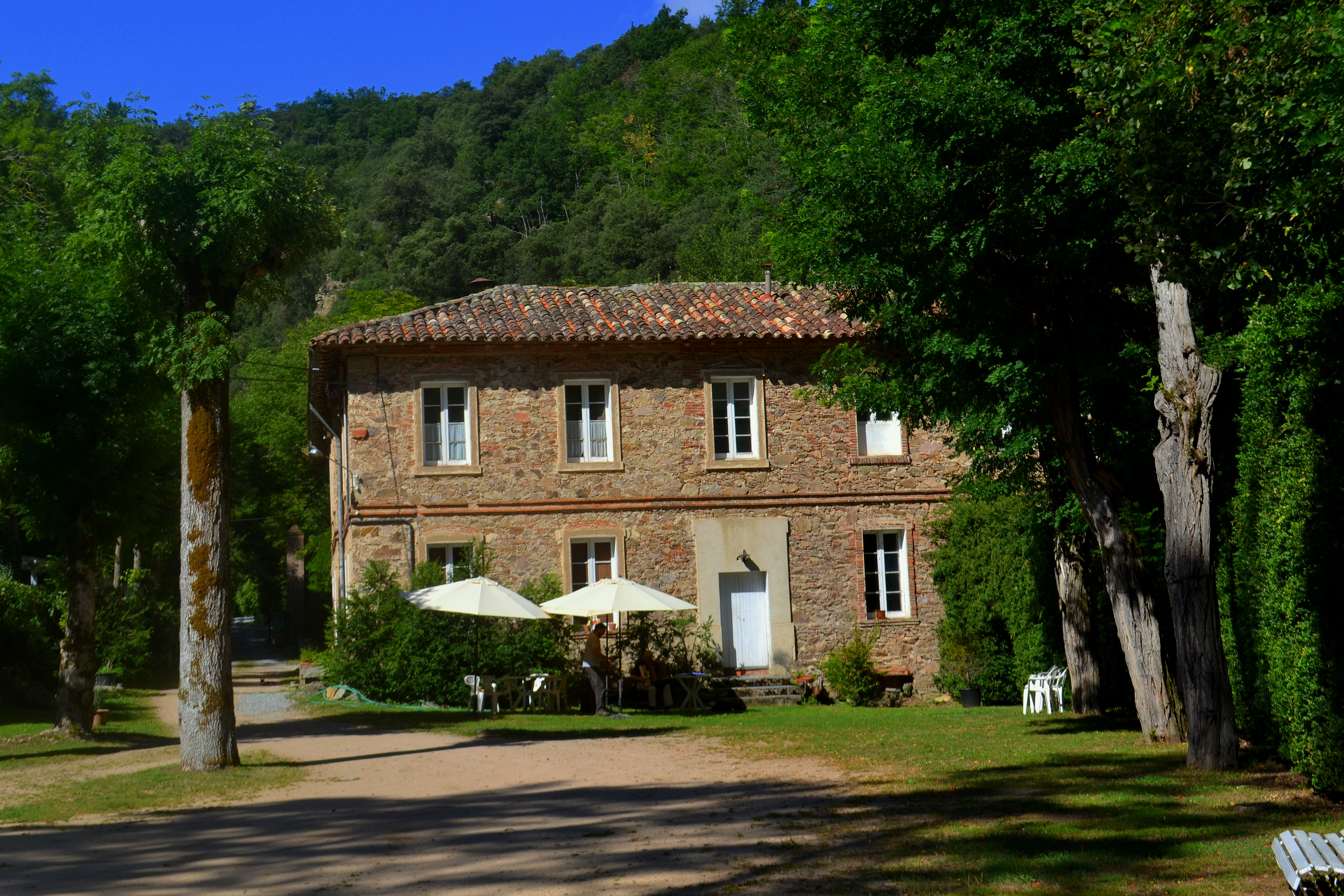
Balneario de San Hilario Sacalm (Gerona), donde Manuel Azaña pasó parte del verano de 1934 «en demanda de ciertas aguas para descansar y curar[se]». Allí recibió la visita, entre otras muchas, del presidente de la Generalidad Lluís Companys con quien mantuvo una larga conversación.

Por esas mismas fechas, junio-julio de 1934, Azaña participó activamente en el nuevo intento de los republicanos de izquierda de que Alcalá-Zamora diera paso a un gobierno de izquierdas que presidiera unas nuevas elecciones. No lo consiguieron pero Azaña —que llegó a tantear a los socialistas para que apoyaran su proyecto, pero Largo Caballero le dijo, según Azaña, que «habían acordado no colaborar con los republicanos, ni para la paz ni para la guerra, porque ellos van a hacer solos la revolución...»— siguió cuestionando la legitimidad de un gobierno del que formaran parte los «enemigos» de la República. Así lo explicó en el mitin que celebró en Barcelona el 30 de agosto: «Si un día viéramos a la República en poder de los monárquicos, más o menos disfrazados, y para justificarlo se me aludiera a un artículo constitucional, yo lo protestaría, porque no se puede concebir en la moral política más sencilla que se haya hecho un código fundamental de la República para destruirla. Entonces... sería hora de pensar que habiendo fracasado el camino del orden y de la razón, habríamos de renunciar a la renovación de España, o habríamos de conquistar a pecho descubierto las garantías de que el porvenir no volvería a ponerse tan oscuro como está actualmente». Todo el mes de agosto Azaña lo había pasado en Cataluña manteniendo numerosos contactos con los líderes republicanos y nacionalistas, en especial con el presidente de la Generalitat Lluís Companys. A principios de septiembre volvió a Madrid.
El 28 de septiembre de 1934 Manuel Azaña se desplazó desde Madrid a Barcelona para asistir al funeral de Jaume Carner, amigo y ministro en uno de sus gobiernos, que había tenido que abandonar el cargo a causa de un cáncer. En la comida que se celebró tras el entierro a la que asistieron políticos catalanes y políticos de Madrid que habían venido para el funeral, Azaña intentó persuadir a los socialistas Indalecio Prieto y Fernando de los Ríos de que no llevaran a cabo la insurrección que habían anunciado si finalmente la CEDA, como había exigido, entraba en el gobierno. Azaña no regresó a Madrid y se quedó en Barcelona, «para estar apartado de la capital en unos días en que se anunciaban conmociones políticas», según afirmó tras su detención. En aquellos contactos que mantuvo Azaña en Barcelona con Indalecio Prieto y Fernando de los Ríos se volvió a demostrar que la relación con los socialistas estaba rota y que Izquierda Republicana, el partido de Azaña, nada tenía que ver con los planes socialistas de insurrección. Por otro lado, Azaña también aconsejó a los políticos catalanes que no se lanzaran a «una situación de violencia contra el Estado, pues sobre tener muy poca o ninguna posibilidad de éxito, provocaría una reacción en toda España que vendría a fortificar la posición de las derechas» —y esta fue otra de las razones que alegó para haber decidido quedarse en Barcelona: «por si con mis consejos o con mis opiniones ya conocidos podía contribuir a evitar sucesos irreparables»—.

## La detención

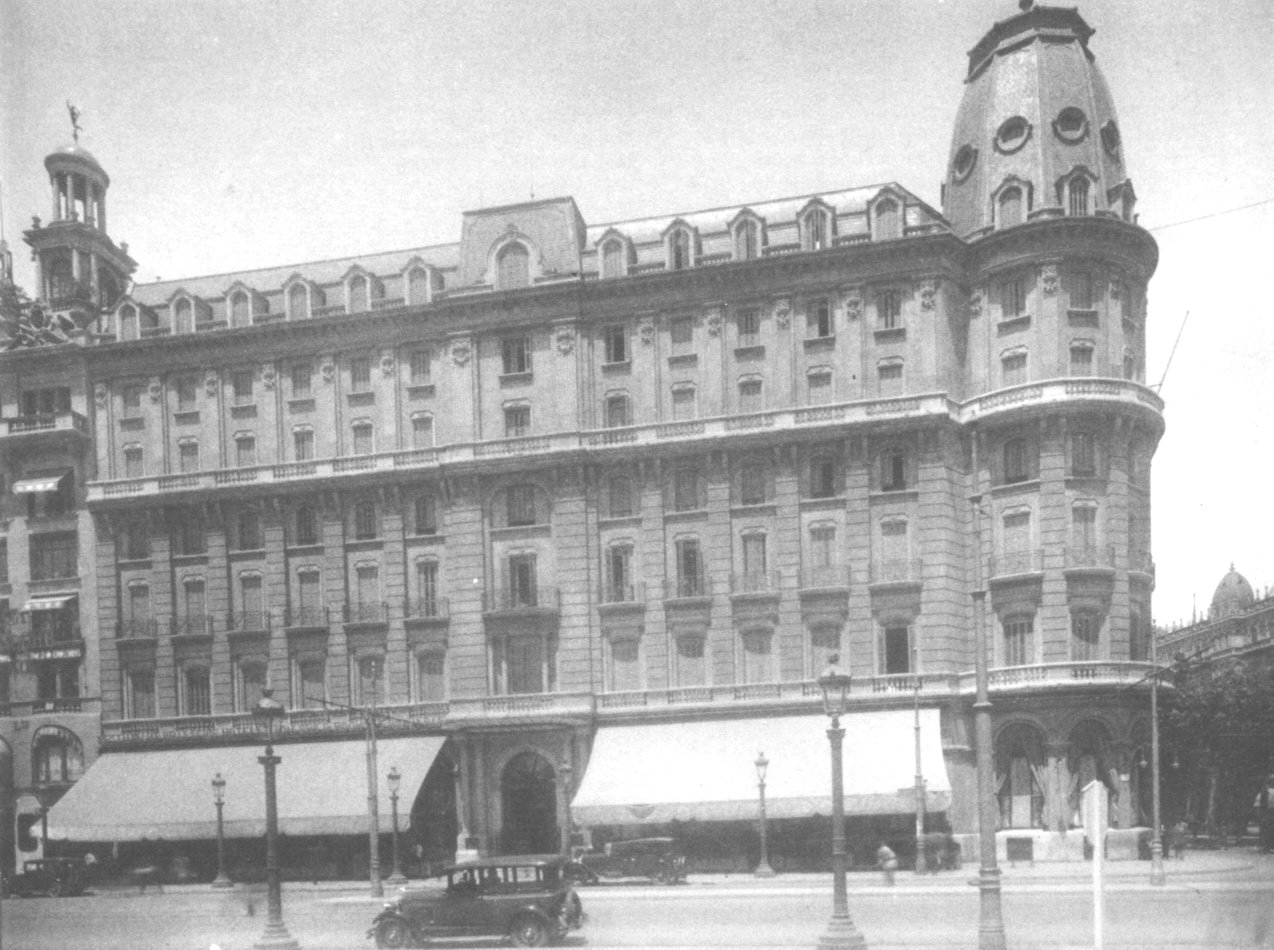
Hotel Colón de Barcelona (fotografía de 1916). Aquí estuvo hospedado Azaña entre el 28 de septiembre y el 6 de octubre. A las 19:30 de ese último día dejó el hotel para irse a vivir a casa de un conocido suyo, el doctor Carlos Gubern que vivía en la calle Lauria nº 120. En este domicilio fue detenido Azaña el 9 de octubre.

En la madrugada del jueves 4 de octubre al viernes 5 Azaña estuvo reunido en el Palau de Generalitat con el president Lluís Companys y otros consejeros. Le acompañaron el diputado de su partido Luis Bello —que acababa de llegar de Madrid—, su exconsejero militar, el comandante Manuel Pérez Salas, y el capitán Arturo Menéndez, director general de Seguridad durante su gobierno. Se desconoce de qué hablaron. Santos Juliá le ha restado importancia a esta reunión porque duró menos de una hora y el encuentro con Companys fue un simple saludo. Azaña y sus acompañantes habían acudido al Palau hacia las dos de la madrugada para ver si allí tenían más información de lo que estaba pasando en Madrid —concretamente querían saber si ya se había formado el nuevo gobierno con participación de ministros de la CEDA—.
El día siguiente, viernes 5 de octubre, cuando los socialistas declararon la huelga general revolucionaria en toda España, Azaña permaneció el día entero en su hotel —Barcelona había amanecido paralizada por la huelga— donde se mantuvo en contacto por teléfono con la dirección de su partido Izquierda Republicana en Madrid para redactar un manifiesto en que rechazaba la forma como había resuelto la crisis Alcalá-Zamora (permitiendo la entrada de la CEDA en el gobierno). En el manifiesto se decía que el partido «rompe toda solidaridad con las instituciones actuales del régimen y afirma su decisión de acudir a todos los medios en defensa de la República».
Hacia la una del mediodía del día siguiente, sábado 6 de octubre, Azaña recibió la visita en su hotel del conseller de la Generalidad Joan Lluhí i Vallescà que le pidió que participara —«en la forma que de común acuerdo se determinara»— en el movimiento contra el gobierno central que iba a encabezar la Generalidad al proclamar en las próximas horas «el Estado Catalán dentro de la República Federal Española». Azaña no solo rechazó la invitación, recodándole que él nunca había defendido la República Federal («un régimen que no es el mío», le dijo), sino que intentó persuadir a Lluhí de que el gobierno de la Generalidad no diera ese paso, afirmando que la defensa de la República y de la autonomía de Cataluña deberían hacerse con la Constitución de 1931 y el Estatuto de Autonomía de Cataluña de 1932.
Inmediatamente después Azaña reunió a los dirigentes catalanes de su partido para informarles de la propuesta del conseller Lluhí —según Gabriele Ranzato, que sitúa la reunión entre Azaña y Lluhí en la madrugada del día 6, el conseller catalán le ofreció la presidencia del gobierno provisional de la República que Companys anunciaría en su discurso; Santos Juliá considera «muy probable» que se le hiciera esa oferta— y para redactar un acta en la que por unanimidad se negaban a participar en cualquier acción que implicara «un apartamiento violento del orden legal establecido».
Para que no lo acusaran de ser cómplice con lo que iba a ocurrir Azaña intentó marcharse de Barcelona (y de Cataluña), pero no lo consiguió por lo que se fue al piso de un conocido suyo, el doctor Carlos Gubern que vivía en la Calle Lauria nº 120, donde pasó los tres días siguientes (casi a la misma hora en que Azaña abandonaba su hotel, Lerroux estaba hablando con el general Domingo Batet, al que le informó, entre otras cosas, de que Azaña en esos momentos estaba redactando un manifiesto para Companys «presumiblemente sedicioso»). Los temores de Azaña se vieron confirmados pues la prensa de derechas de Madrid, sabiendo que estaba en Barcelona, le acusó de estar detrás de la rebelión de la Generalidad (El Debate del día 7: «allí está Azaña, el masón»), inventando historias de que había difundido por radio proclamas llamando «a los catalanes a colocarse en pie de guerra» (ABC del día 7) o de que había conseguido escapar del Palau de la Generalidad a través de las alcantarillas (ABC del día 9 de octubre). Según el historiador Gabriel Jackson esta última noticia falsa procedería de la declaración efectuada por el director general de Seguridad el día 7 en que afirmó que «Azaña y su banda» habían huido a través de una alcantarilla que había en los sótanos de la Generalidad.
Hacia las 8 de la tarde del martes 9 de octubre, la policía detuvo a Azaña en la casa donde había estado desde el día 6 (Azaña le había dicho a su escolta donde se encontraba) y fue conducido a la Jefatura de Policía donde pasará la noche, sin que nadie le diga el motivo de la detención. «¡A esto hemos venido a parar la República y un servidor!», comentó Azaña cuando fue detenido. Al día siguiente fue internado en el barco «Ciudad de Cádiz» anclado en el puerto de Barcelona y requisado por el gobierno como prisión. Allí prestó su primera declaración ante el general Sebastián Pozas que quedó convencido de la inocencia de Azaña. El presidente Lerroux eufórico afirmó ese mismo día ante la prensa que se había intervenido a Azaña «una documentación muy extensa e interesante, la documentación de un hombre político que va a realizar una empresa tan importante como la que llevaba a Azaña a Barcelona» (lo que resultó ser completamente falso).
La detención era cuando menos irregular pues Azaña era diputado por lo que gozaba de inmunidad parlamentaria. De hecho los abogados de Azaña reclamaron su inmediata puesta en libertad debido al carácter ilegal de su arresto. En esos días Azaña se mostró muy pesimista, no sólo sobre su destino personal «porque aún absolviéndome siempre seré el hombre que conspiró contra la unidad de la patria», sino sobre el futuro del país: «llegan ahora diez o quince años de opresión españolista, patriótica, eclesiástica»; en la política no queda más que «nicetismo, CEDA, fascio y milicia», escribe en una carta a su cuñado Rivas Cherif.

## El encarcelamiento
El día 13 de octubre, cuatro días después de haber sido detenido, el fiscal general de la República presentó ante el Tribunal Supremo, que era el órgano competente para juzgar a un diputado como Azaña, una querella «por delito de rebelión» y pidió que se solicitara el suplicatorio a las Cortes para poder ser juzgado. El 27 de octubre comenzó sus actuaciones el magistrado de la Audiencia de Barcelona Ignacio de Lecea, en quien el Supremo había delegado la instrucción del sumario. Cuatro día después, el 31 de octubre, se trasladó a Azaña a los buques de guerra «Alcalá Galiano», primero, y al «Sánchez Barcáiztegui», después, donde fue atendido con mayor consideración pues ocupó el camarote del comandante. Allí recibió cada día cientos de cartas y de telegramas de solidaridad y apoyo. Según Santos Juliá, en estas muestras de solidaridad hay que situar «el origen del "azañismo" como movimiento de adhesión a la persona del ex presidente del gobierno, en quien se comienza a ver la última garantía de la República».
Mientras estuvo prisionero, un importante grupo de intelectuales dirigió una carta abierta al Gobierno el 14 de noviembre denunciando la «persecución» de que es objeto Azaña, pero la censura impidió que la carta apareciera en los periódicos. Era la primera vez que de forma pública se calificaba de «persecución» la acción emprendida contra Azaña. Firmaban la carta «A la opinión pública» entre otros Azorín, Luis Bagaria, José Bergamín, Alejandro Casona, Américo Castro, Antonio Espina, Oscar Esplá, León Felipe, García Mercadal, Juan Ramón Jiménez, Gregorio Marañón, Isabel Oyarzábal, Valle-Inclán y Luis de Zulueta. El diario católico «accidentalista» El Debate definió a los firmantes como «esa intelectualidad falsa y sin contenido español». El 28 de noviembre las Cortes concedieron el suplicatorio por 172 votos (radicales, cedistas, agrarios y monárquicos) contra 20 (con los socialistas y la izquierda republicana ausentes).

## Puesta en libertad y nuevo intento de procesarlo
El 24 de diciembre de 1934, el Tribunal Supremo desestimó por falta de pruebas la querella por la presunta implicación de Azaña en la rebelión de la Generalidad de Cataluña y comunicó al juez instructor de Barcelona que la orden de detención contra Azaña quedaba sin efecto. En el auto la Sala Segunda argumentaba que las «imputaciones delictivas que se formulan en la querella e indicios criminosos que en la misma se señalan» no aparecían revestidos de la necesaria «fuerza persuasiva de convicción racional». Los recursos presentados por el fiscal no surtieron efecto —solo servirían para mantener el sumario abierto hasta que fue definitivamente sobreseído a principios de abril— y entre las ocho y las nueve de la noche del 28 de diciembre Azaña recobró la libertad, tras una «detención dudosamente legal» que había durado noventa días. Hugh Thomas calificó la detención de Azaña en un buque-prisión de «injusta indignidad». El resultado final fue, según Gabriele Ranzato, que «Azaña, perseguido, se elevaba a figura simbólica de los oprimidos, adquiriendo una popularidad que nunca había tenido hasta entonces».
Tras su puesta en libertad se inició un nuevo intento de proceso contra Azaña por su presunta participación en la adquisición de armas para los revolucionarios de «Octubre». Esta acusación la habían comenzado a urdir los partidos del gobierno (el Partido Republicano Radical y la CEDA) y los monárquicos cuando aún estaba encarcelado. La iniciativa la había tomado el líder de la CEDA José María Gil Robles en un discurso en las Cortes en fecha tan temprana como el 5 de noviembre. Concretamente se le acusaba de haber participado en la venta de armas por el Consorcio Militar, una entidad creada por Azaña cuando era ministro de la Guerra, al empresario Horacio Echevarrieta, amigo del socialista Indalecio Prieto. Las armas teóricamente estaban destinadas a Abisinia, pero fueron llevadas en el barco Turquesa a las costas de Asturias, aunque la operación de desembarco fue desbaratada por los carabineros. También se le acusaba de estar relacionado con las armas y explosivos encontrados en una finca de Rosal de la Frontera y en un muelle de Bilbao. Se trataba de supuestas actuaciones de Azaña del año anterior cuando era presidente del gobierno y ministro de la Guerra por lo que la acusación correspondía a las Cortes y el órgano competente para juzgar a Azaña no era el Tribunal Supremo sino el Tribunal de Garantías Constitucionales.
El «criminal contrato de las armas», en expresión de Gil Robles, se había firmado en agosto de 1933, entre el Consorcio de Industrias Militares, del que era responsable Azaña, y el empresario Horacio Echevarrieta, amigo del socialista Indalecio Prieto. Al parecer iban destinadas a una proyectada revolución en Portugal. Poco importaba que la venta se hubiera firmado trece meses antes del alijo del Turquesa pues para el líder de la CEDA ya entonces se estaban dando los primeros pasos del movimiento revolucionario, «consumando la traición». Y aún menos, un hecho que Gil Robles intentaba obviar, que las armas no habían sido entregadas durante el mandato de Azaña sino en agosto de 1934, cuando Azaña ya hacía casi un año que no estaba en el gobierno, y con el agravante de que en esa fecha el gobierno que había autorizado la entrega estaba presidido por un republicano radical apoyado por la CEDA. El juez nombrado por el Tribunal Supremo para instruir la causa del alijo de armas había interrogado a Azaña el 15 de noviembre en el «Alcalá Galiano» donde se encontraba preso y su interés no se centró en Asturias sino en la pretendida relación de Azaña con los exiliados revolucionarios portugueses, que el expresidente del gobierno negó —aunque en esta cuestión no dijo la verdad pues había estado en contacto con ellos desde 1931—. Azaña añadió que Echevarrieta no se había llevado ni una caja de las armas debido a que atravesaba una mala situación financiera y no hizo efectivo el pago de lo estipulado en el contrato. Así, las armas permanecieron retenidas en el castillo de San Sebastián (Cádiz).
Pero a pesar de que se corría el riesgo de que todo acabara volviéndose contra los denunciantes, tres grupos de diputados de derechas, empeñados en «destrozar a Azaña», presentaron el 12 de marzo de 1935 sendas propuestas de acusación contra él y contra su «cómplice» Santiago Casares Quiroga. Al no haber encontrado ninguna prueba de su implicación en el alijo del Turquesa ahora se le acusaba de haber conspirado, «a impulsos de su temperamento subversivo y pasional», contra un gobierno extranjero, el portugués, poniendo así en peligro la paz y la seguridad del propio Estado español. Las tres propuestas tenían que ser debatidas y aprobadas por el pleno de las Cortes lo que le dio la oportunidad a Azaña de pronunciar el 20 de marzo un discurso de tres horas en el que desmontó una por una las acusaciones e insidias que se habían vertido contra él desde su detención el 9 de octubre del año anterior. Según Alfonso Bullón de Mendoza, «ante la falta de evidencias en su contra, el político complutense convirtió en jornada triunfal aquella en que querían sepultarle». Una valoración que coincide con la de Santos Juliá —Azaña «sentó en el banquillo de los acusados a quienes le acusaban a él del alijo de armas»—, quien añade que el discurso del 20 de marzo marcó «con toda la fuerza posible su retorno a la lucha política».
Azaña empezó explicando su intervención en el contrato de las armas dejando sin argumentos a sus acusadores: «Cuando yo salgo del Ministerio de la Guerra [en septiembre de 1933], el estado del asunto es el siguiente: el contrato, incumplido por parte de Echevarrieta, abandonada la mercancía y el armamento depositado en un plaza de Cádiz por orden de las autoridades militar y civil. Quién ha rehecho el contrato con Echevarrieta y por qué, y quién ha ordenado [en agosto de 1934] que salga de la fortaleza de Cádiz el material depositado es lo que hay que averiguar, que no he sido yo». Y a continuación le echó en cara a Gil Robles que después de tantos meses acusándole de su intervención en el alijo del Turquesa, todo eso hubiera quedado en nada. ¿Qué había quedado de aquel «contrato criminal» del que había hablado Gil Robles en noviembre de 1934? «¿No habíamos quedado en que mi delito consistía en haber hecho un aprovisionamiento de armas a la revolución de Asturias?». También tuvo palabras muy ácidas contra el presidente de la República Niceto Alcalá-Zamora y contra el presidente del gobierno Alejandro Lerroux, cuyo partido había suscrito la acusación presentada por la CEDA.
A pesar de la contundente respuesta de Azaña, las propuestas de acusación se mantuvieron y al día siguiente, 21 de marzo, el pleno de la Cámara, donde el centro-derecha y las derechas tenían la mayoría, aprobó la constitución de una comisión que las dictaminara por 194 votos contra 49. Esta comisión, tras celebrar diez reuniones, concluyó que debía mantenerse la acusación. «Era, a aquellas alturas, una propuesta que nacía muerta», comenta Santos Juliá. Se votó el 20 de julio pero no consiguió la mayoría absoluta (237 diputados) que se requería para presentarla ante el Tribunal de Garantías Constitucionales. La apoyaron 189 diputados y votaron en contra 68. Como comentó el carlista conde de Rodezno: «se han empeñado en levantar un pedestal a Azaña y lo van a conseguir». Once meses después la coalición de izquierdas impulsada y encabezada por Azaña ganaba las elecciones.